# 기원전 34년

## 연호
- 전한(前漢) 건소(建昭) 5년

## 기년
- 전한(前漢) 원제(元帝) 15년
- 신라(新羅) 혁거세 거서간(赫居世居西干) 24년
- 고구려(高句麗) 동명성왕(東明聖王) 4년

## 사건
- 비류국 송양, 주몽에게 활 싸움에서 져 항복.

이곳을 다물도라 함.

## 과학
- 음력 6월 그믐 임신에 일식이 있었다.[1]

## 참고 문헌
- 김부식 (1145). 〈권제1 혁거세 거서간 條〉. 《삼국사기》.